# The Scalpel
The Scalpel je výšková kancelářská budova nacházející se v londýnské City. Mrakodrap je 190 m vysoký a má 38 nadzemních a dvě podzemní podlaží. Byl dokončen v roce 2018 jako hlavní evropské sídlo americké firmy W. R. Berkley. Navrhla ho architektonická firma Kohn Pedersen Fox. Nachází se na adrese 52 Lime Street u křížení s Leadenhall Street. V blízkosti stojí několik dalších mrakodrapů, jako je například 122 Leadenhall Street nebo Willis Building. Naproti přes ulici pak stojí Lloyd's Building.
K roku 2024 byl The Scalpel 15. nejvyšší budovou Londýna.

## Historie
V roce 2012 americká pojišťovací společnost W. R. Berkley oznámila, že chce vybudovat nové evropské sídlo v Londýně. Zvolena byla lokalita na adrese 52–54 Lime Street. Před výstavbou mrakodrapu bylo třeba zbourat několik staveb, které se na pozemku mezi Lime Street, Leadenhall Street a Billiter Street nacházely dříve. První návrhy byly zveřejněny v roce 2012 a jejich autorem byl architekt William Pedersen z firmy Kohn Pedersen Fox. Ta v Londýně stála například za Heron Tower, která byla dokončena v roce 2011. Plány na výstavbu výškové budovy byly doručeny City of London Corporation v září roku 2012.
Budova byla schválena v roce 2013 a očekávalo se, že výstavba začne do konce roku. Stavbou za přibližně 500 milionů liber byla pověřena firma Skanska, která na mrakodrapu začala pracovat v roce 2015 a dokončila jej roku 2018.

## Popis
Budova je prosklená a díky svým ostrým geometrickým rysům dostala přezdívku The Scalpel (skalpel). Přezdívka se poprvé objevila ve Financial Times v roce 2012 a na rozdíl od jiných mrakodrapů bylo rozhodnuto označení převzít jako oficiální název budovy. Budova byla také přirovnána ke skládačce origami, avšak složené ze skla.
Profil budovy je mírně nakloněný, aby nezavazel ve výhledu na katedrálu svatého Pavla. Při pohledu od Fleet Street se mrakodrap „schovává“ za kupolí katedrály. Jak se věž zvyšuje, zmenšuje se její průřez a plocha pater. Výtahy a schodiště se nacházejí na jižní straně stavby. Budova byla navržena s důrazem na udržitelnost a získala certifikaci BREEAM na úrovni „Excellent“. Díky optimalizaci konstrukce se podařilo snížit spotřebu oceli o 700 tun a betonu o 1 800 m³, což vedlo ke snížení emisí CO2 o více než 2 000 tun. Sklo, kterým je fasáda pokrytá, bylo speciálně vyrobeno tak, aby odráželo sluneční paprsky a pomáhalo udržet vnitřní prostory chladné. Z tohoto důvodu je omezeno využití klimatizace a dochází k energetickým úsporám.

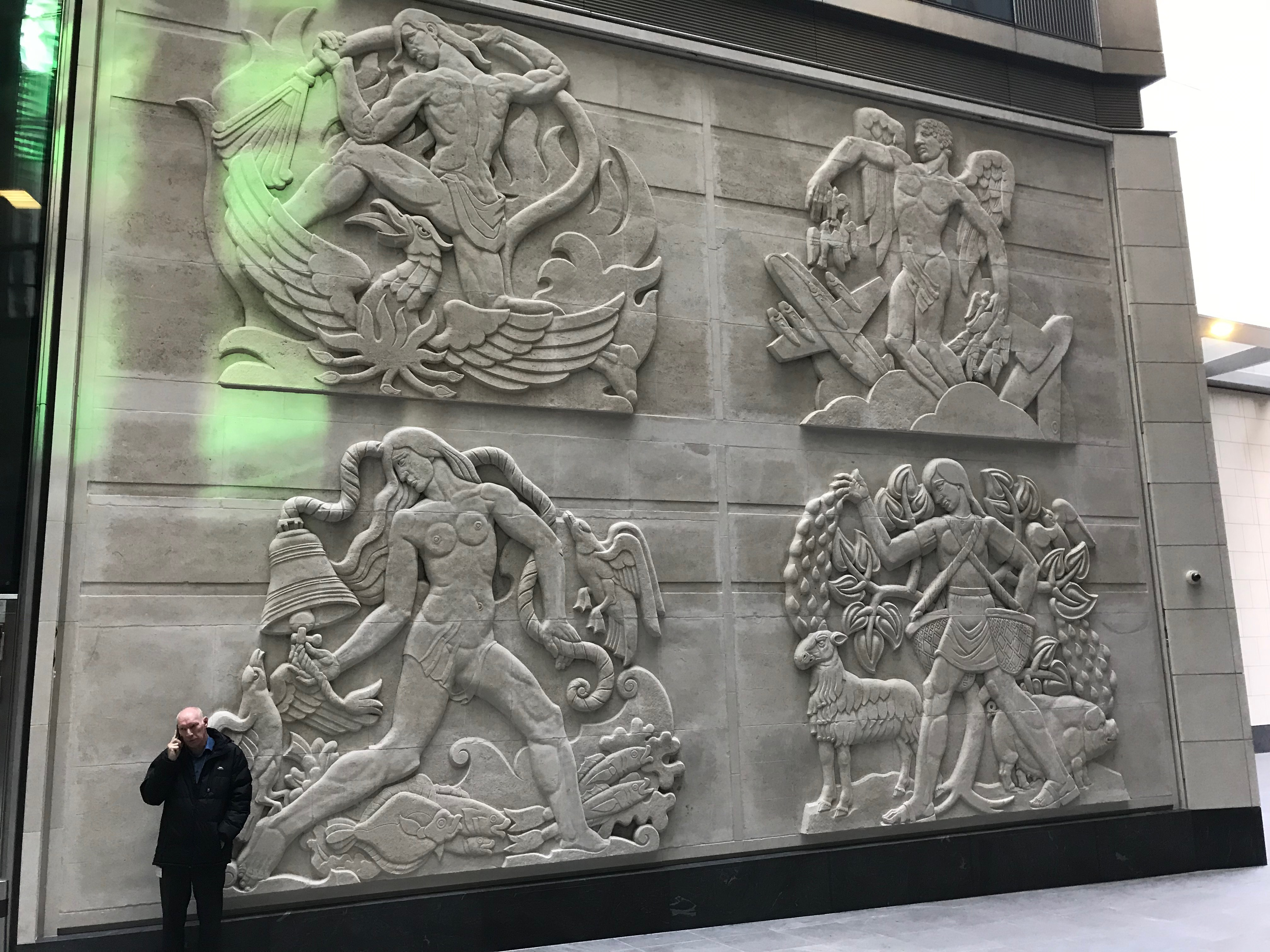
Reliéf „The Four Elements“ je zasazen do stěny budovy.

Tvar budovy umožnil vytvořit nové náměstí uprostřed bloku budov, které slouží veřejnosti. Připomíná náměstí Lime Square, které zaniklo ve 40. letech 20. století. V přízemí a v podzemních prostorách se nacházejí obchody, restaurace a kavárny. Do stěny budovy (na straně od Billiter Street) byl zasazen kamenný reliéf zobrazující čtyři základní živly. Reliéf od sochaře Jamese Woodforda byl součástí starší budovy, která na místě stála původně.
Většina budovy má kancelářské využití. Kanceláře jsou ve 35 patrech. Slouží jako hlavní sídlo firmy W. R. Berkley, pro kterou byla postavena. Firma využívá asi 25 % podlahové plochy. Dále zde sídlí celá řada jiných mezinárodních firem, jako je třeba National Australia Bank, SAP či Morrison & Foerster.

## Doprava
Mrakodrap se nachází v samém centru City a je velmi dobře dopravně dostupný. Na ulici před budovou se nachází zastávka autobusu. Nejbližšími stanicemi metra jsou Bank-Monument a Aldgate. Blízko je také nádraží Fenchurch Street.

## Galerie

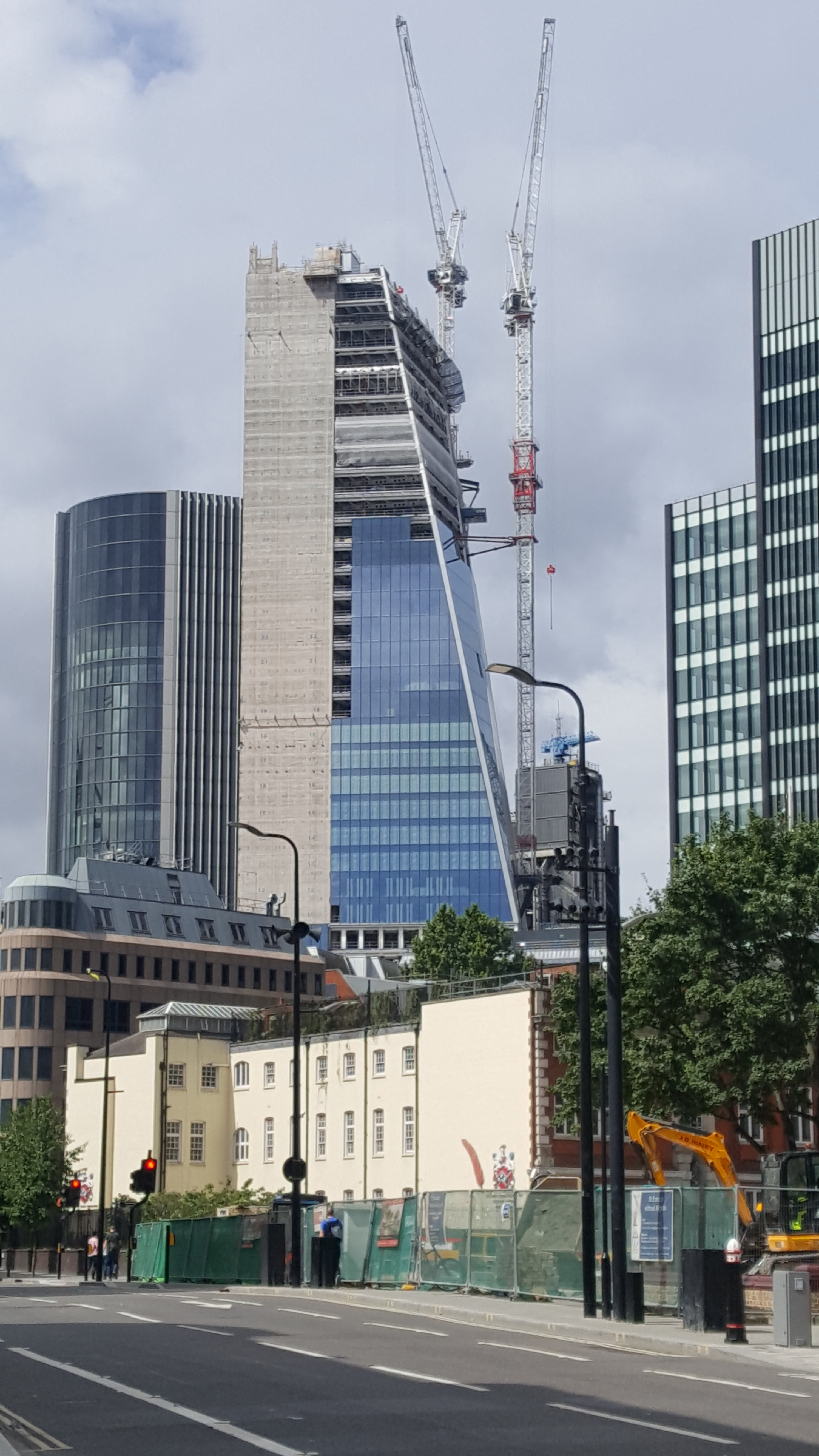
Stavba mrakodrapu v červenci 2017
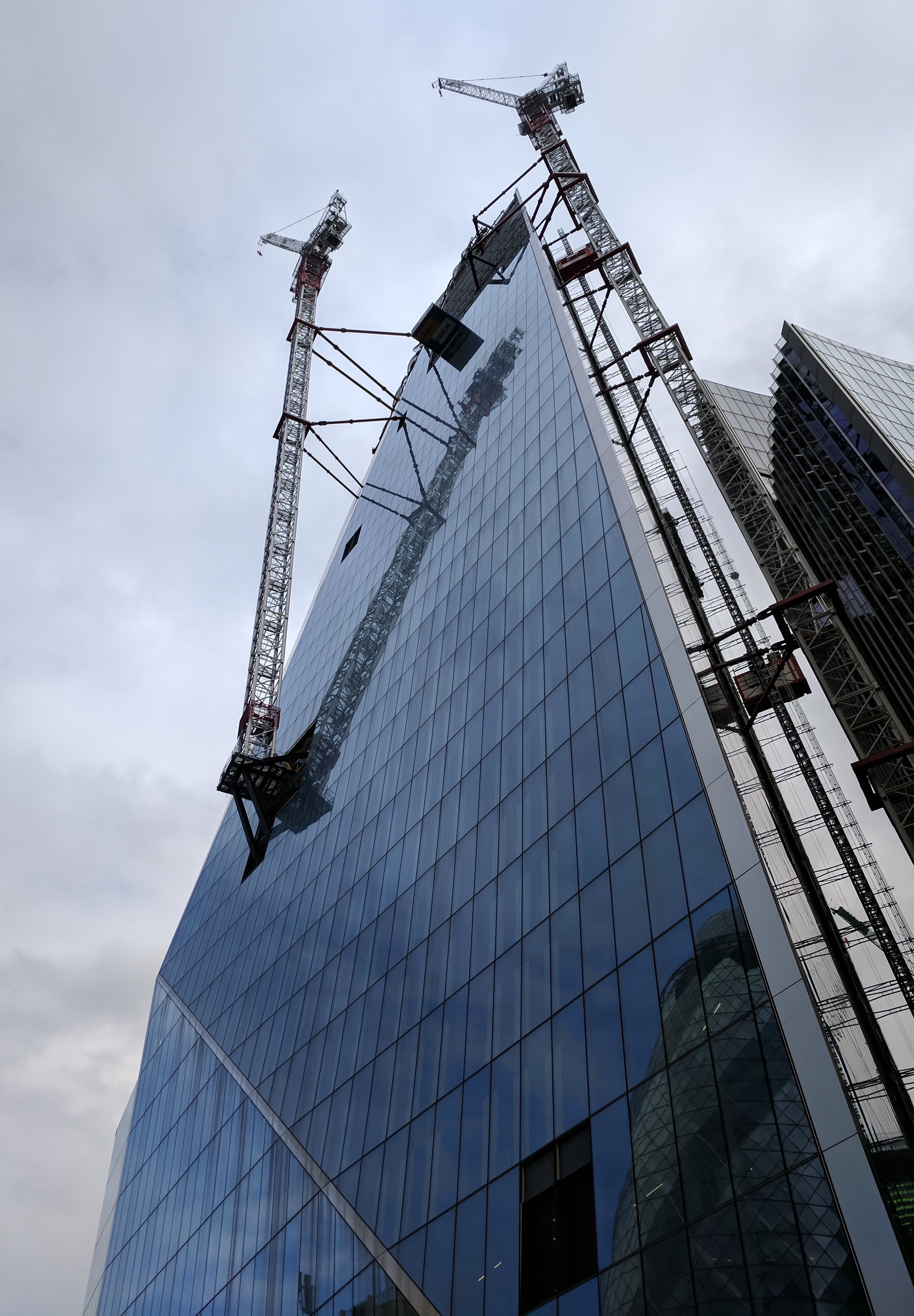
Výstavba v září 2017
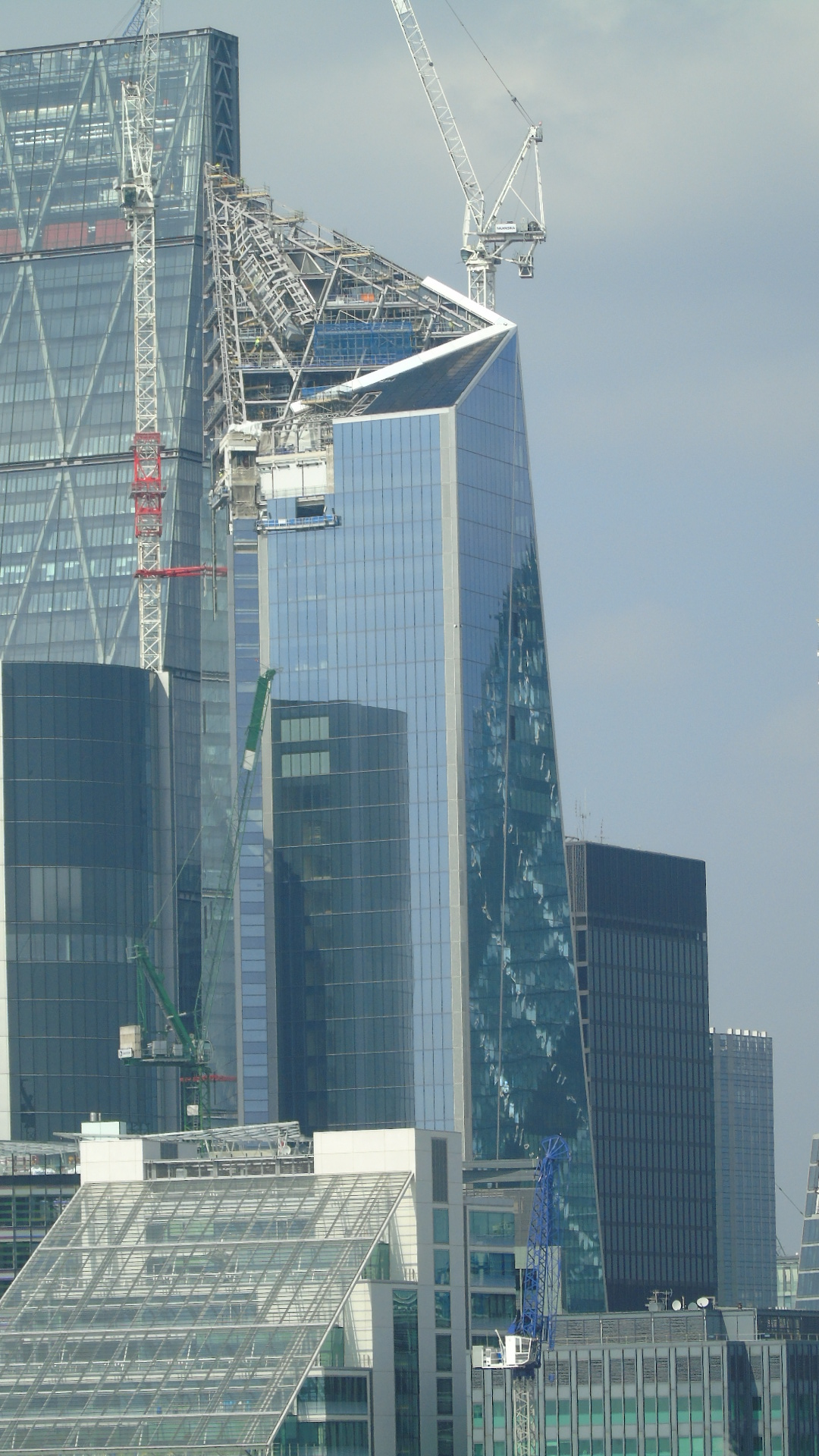
Výstavba v srpnu 2018
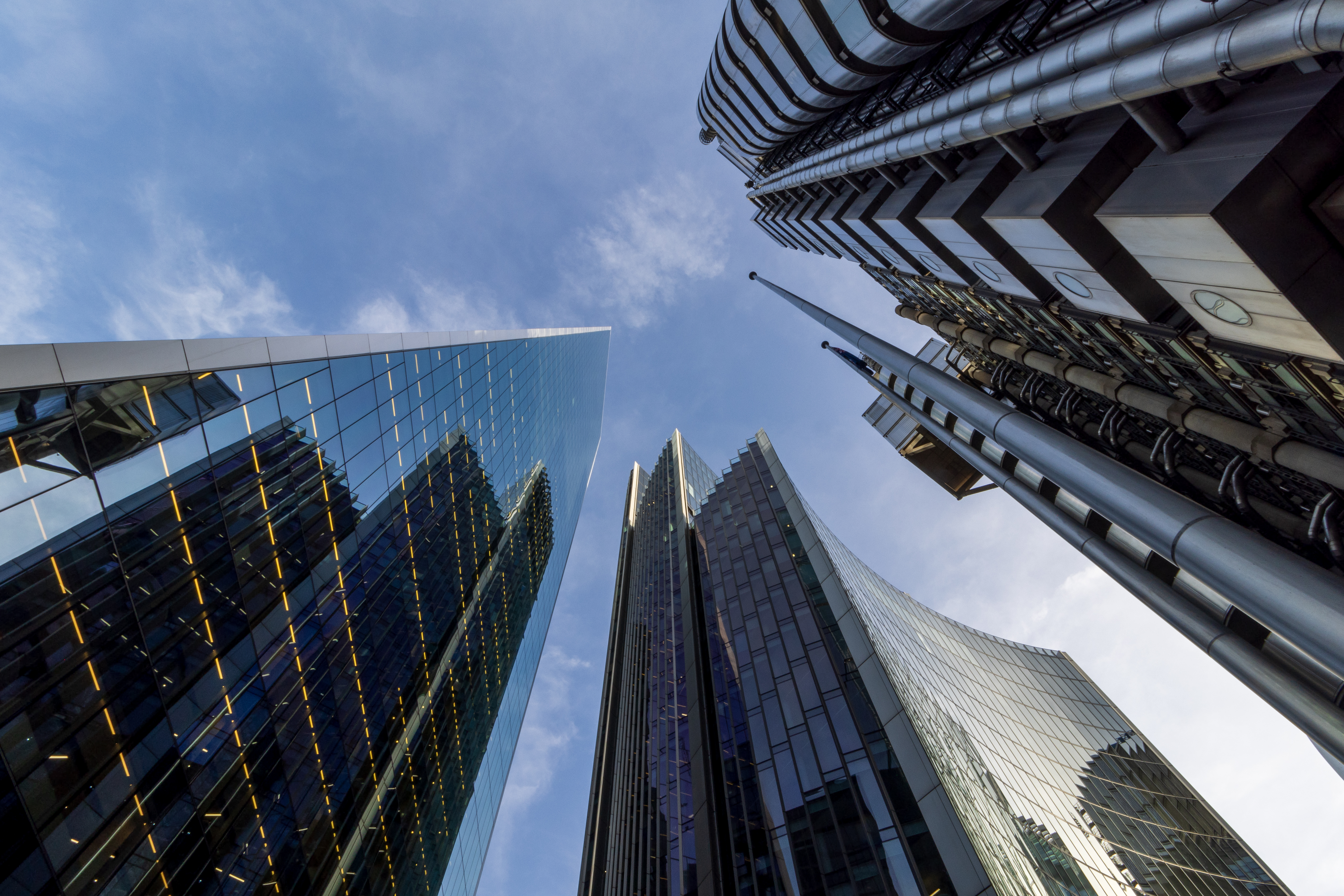
Pohled vzhůru z Lime Street. Vlevo The Scalpel, uprostřed Willis Building a vpravo Lloyd's Building.
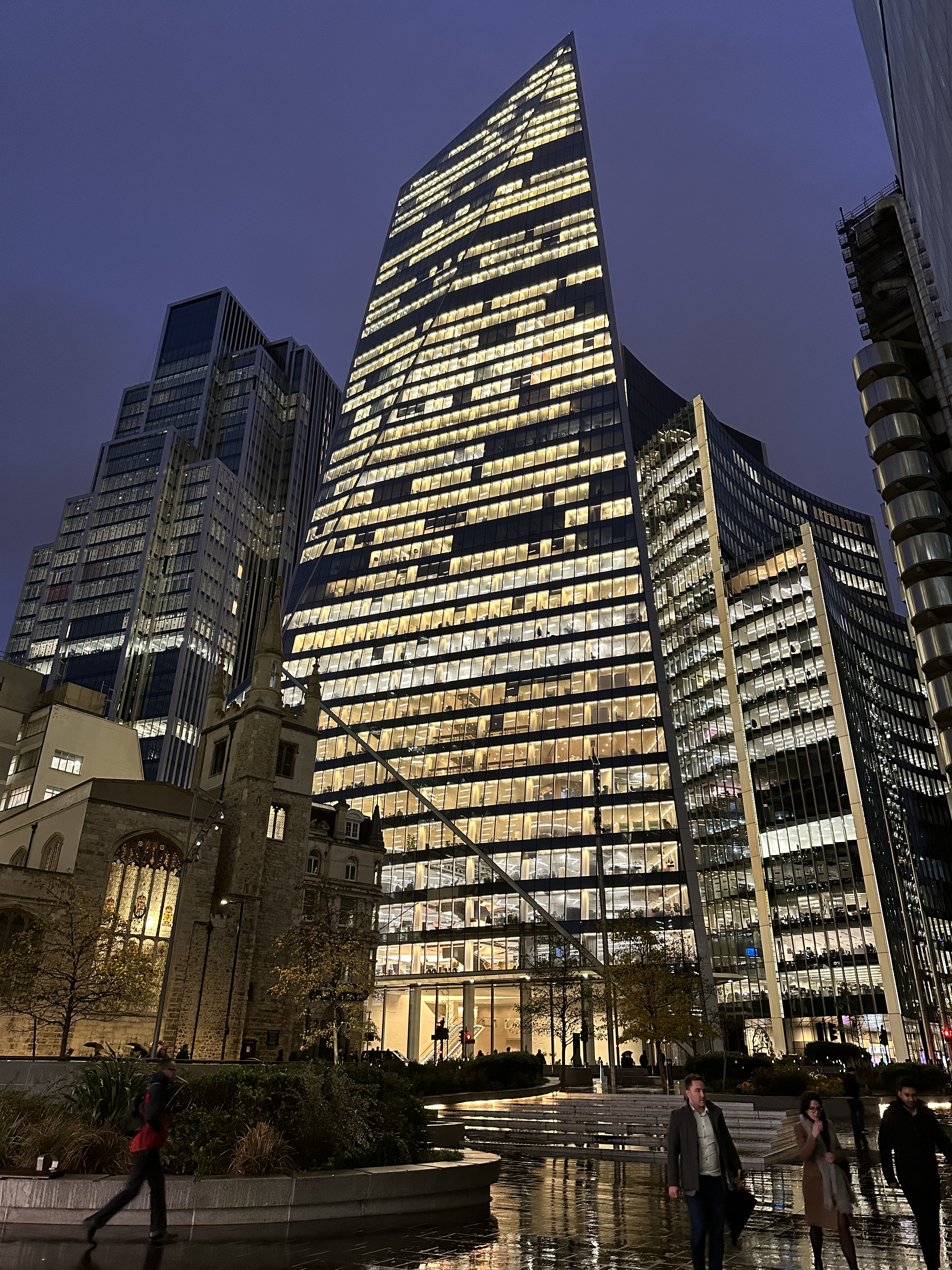
The Scalpel v noci
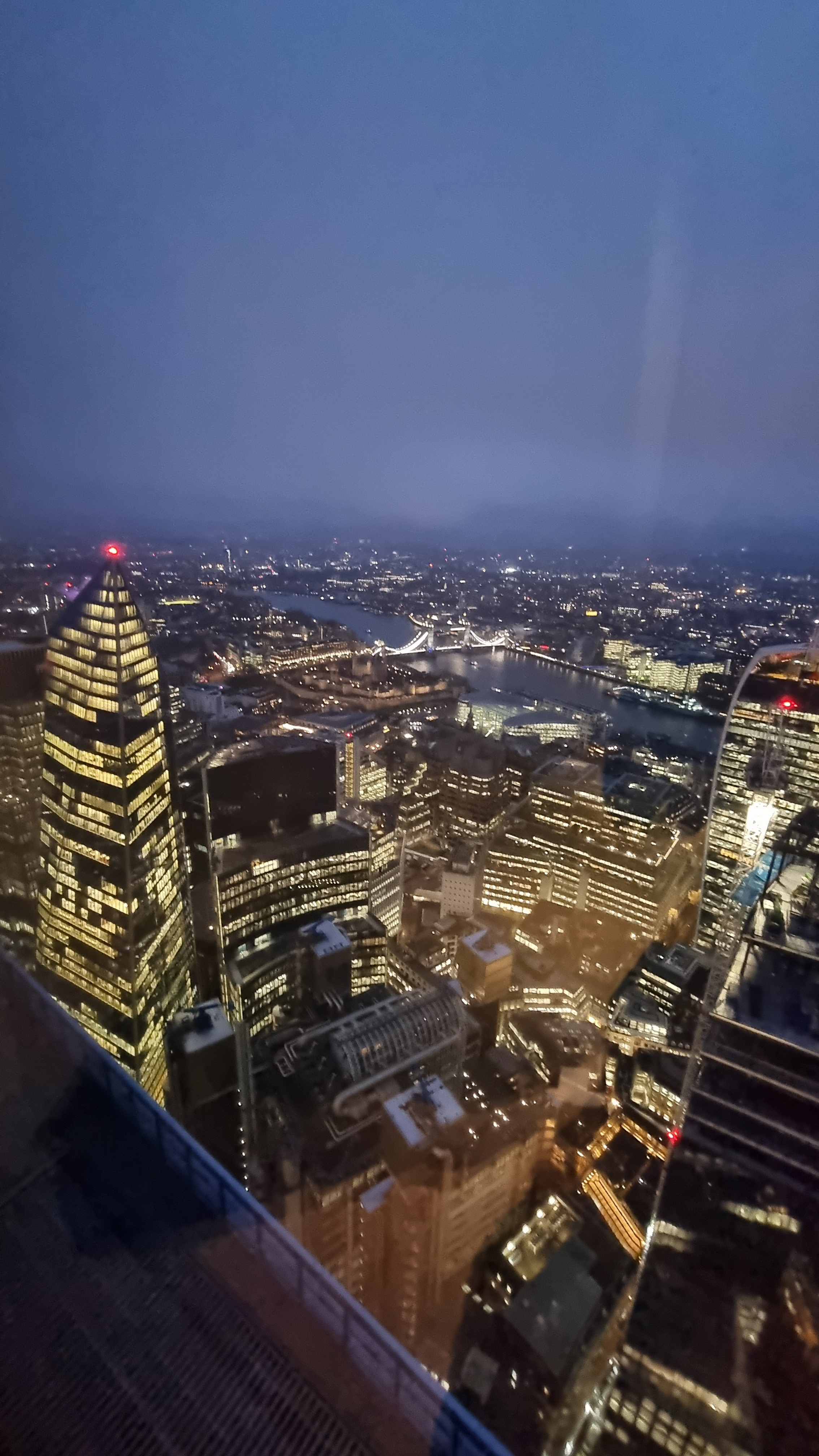
Pohled na mrakodrap ze sousední budovy 8 Bishopsgate (na levé straně).
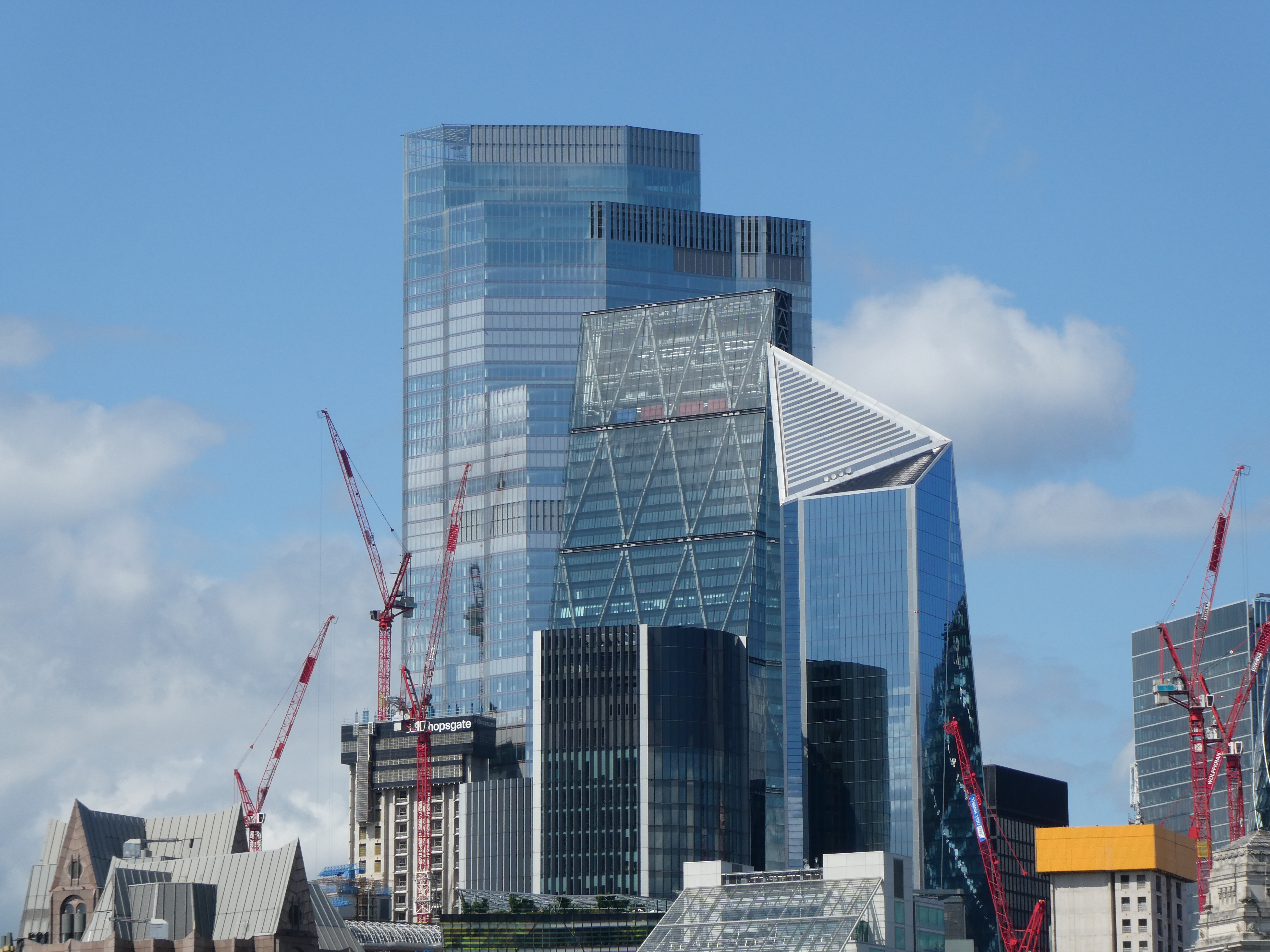
Mrakodrapy v City. The Scalpel vpravo v popředí. V pozadí 122 Leadenhall Street a 22 Bishopsgate.